# Evelyn Gitau
Evelyn Nungari Gitau est une immunologue cellulaire kényane de l'Académie africaine des sciences, nommée membre du Forum du prochain Einstein.

## Endance et éducation
Evelyn Gitau grandit dans la région de Dagoretti à Nairobi, au Kenya. Elle fréquente le Kenya High School, où elle développe une passion pour la chimie  et passe son temps libre au laboratoire de chimie de l'Université de Nairobi, dirigée par le père de sa meilleure amie. Après avoir obtenu son diplôme d'études secondaires, elle est sélectionnée pour le cours inaugural de médecine à l'Université Moi, mais choisit d'étudier la chimie à la place.
En 2002, Evelyn Gitau rejoint le programme KEMRI-Wellcome Trust en tant qu'assistante de recherche en pharmacologie. Le programme KEMRI-Wellcome Trust-Kenya parraine ensuite son doctorat en immunologie cellulaire à l'Open University au Royaume-Uni, en collaboration avec l'École de médecine tropicale de Liverpool. Les recherches doctorales d'Evelyn Gitau portent sur les infections neurologiques chez les enfants vivant dans des zones d'endémiques de la malaria, et en particulier sur la possibilité d'utiliser les modifications des niveaux de protéines pour détecter une maladie grave. Elle compare pour ce faire les protéines du plasma et du liquide céphalo-rachidien d'enfants atteints de paludisme cérébral à celles d'enfants atteints d'autres encéphalopathies.

## Travaux et carrière
Evelyn Gitau revient au Kenya en 2007 pour travailler comme assistante post-doctorale à Kilifi. Là, elle étudie les réponses immunitaires cellulaires au paludisme dû à P. falciparum. Ses travaux portent sur la façon dont les cellules sont affectées par le paludisme cérébral, en particulier chez les enfants, et inspirent des recherches dans ce champ au niveau international. Les échantillons sont d'abord été congelés et expédiés au Kenya depuis le Royaume-Uni, mais elle craint que ce traitement n'affecte ses recherches, elle fait donc pression pour l'achat d'équipements indispensables dans son laboratoire.
Les recherches d'Evelyn Gitau ont souligné à quel point la malnutrition sévère va souvent de pair avec le paludisme grave et d'autres infections infantiles : les enfants gravement sous-alimentés sont plus susceptibles de mourir d'infections évitables. En 2013, en tant que chercheuse postdoctorale au programme de recherche KEMRI-Wellcome Trust (KWTP), elle reçoit une subvention de démarrage "Stars in Global Health" d'une valeur de 100 000 $ du concours Grands Défis Canada, soutenu par le gouvernement canadien. La subvention lui permet de développer un test sanguin simple pour la malnutrition sévère et les infections courantes,,,.
Evelyn Gitau a été directrice de programme de l'Académie africaine des sciences pour l'Alliance pour l'accélération de l'excellence scientifique en Afrique (AESA). À ce titre, elle a mis en place l'initiative Grands Défis Afrique, recueillant plus de 11 millions de dollars, et supervisé la mise en œuvre. L'initiative, soutenue par la Fondation Bill et Melinda Gates, finance des projets visant à atteindre les objectifs de développement durable menés par des innovateurs de pays africains. Elle quitte ses fonctions le 31 octobre 2017, mais continue de soutenir l'initiative à titre consultatif.
Elle est le directeur du renforcement des capacités de recherche au Centre africain de recherche sur la population et la santé, contribuant à son programme phare : le Consortium pour l'avancement de la formation à la recherche en Afrique (CARTA). Elle siège dans de nombreux conseils consultatifs, dont le Conseil consultatif scientifique indépendant (ISAB), le Malawi-Liverpool-Wellcome Trust Clinical Research Program College of Medicine, le Comité d'investissement Grands Défis Canada et le réseau Crick-Africa. Elle participe également à un programme de mentorat au Kenya qui vise à encourager davantage de femmes à étudier les sciences en jumelant des jeunes filles avec des étudiants en sciences du secondaire sur des projets scientifiques.

## Prix et distinctions
En 2015, Evelyn Gitau est nommée membre du Forum du prochain Einstein, qui vise à « créer le bon environnement pour que le prochain Einstein émerge d'Afrique ». Elle est l'ambassadrice pour le développement de la science, de la technologie, de l'ingénierie et des mathématiques en Afrique.
Evelyn Gitau figure également sur la liste des innovateurs Quartz Africa 2016, qui met en évidence les innovateurs pour « leur travail révolutionnaire, leurs initiatives novatrices et leurs approches créatives des problèmes. »